# Gesomyrmecini
Gesomyrmecini – plemię mrówek z podrodziny Formicinae.
Mrówki te mają długi nadustek, sięgający ku tyłowi między rowki czułkowe. Panewki czułkowe przesunięte są na boki tak, że leżą z przodu oczu w linii ich osi długich. Same oczy są duże lub bardzo duże, a ich osie długie są zbieżne ku przodowi. Żuwaczki tych mrówek mają po 6 do 10 ząbków. Czułki są 13-członowe u samców, zaś u samic zbudowane są z 8, 10 lub 12 członów. Trzonki czułków skierowane w tył w pozycji spoczynkowej sięgają za oczy. Pozatułów cechują okrągłe przetchlinki i mocno zbliżone do siebie biodra tylnej pary odnóży. Brzuszna krawędź wydłużonego pomostka ma w przekroju poprzecznym kształt litery V.
Należą tu 3 opisane rodzaje:
- Gesomyrmex Mayr, 1868
- †Prodimorphomyrmex Wheeler, 1915
- †Sicilomyrmex Wheeler, 1915